# Masaji Kiyokawa
Masaji Kiyokawa, né le 11 février 1913 à Toyohashi et mort le 13 avril 1999, est un ancien nageur japonais.

## Jeux olympiques
- Jeux olympiques d'été de 1932 à Los Angeles 
  -  Médaille d'or sur 100m dos.
- Jeux olympiques d'été de 1936 à Berlin 
  -  Médaille de bronze sur 100m dos.